# Usia cryptocrispa
Usia cryptocrispa is een vliegensoort uit de familie van de wolzwevers (Bombyliidae). De wetenschappelijke naam van de soort is voor het eerst geldig gepubliceerd in 2011 door Gibbs.